# Tiphobia
Tiphobia é um género de gastrópode  da família Thiaridae.
Este género contém as seguintes espécies:
- Tiphobia horei E. A. Smith, 1880